# US Open de 2012 - Final de simples masculina
A final de 2012 do Aberto dos Estados Unidos foi a partida de tênis do campeonato masculino no torneio US Open de 2012. Na final, Andy Murray derrotou o atual campeão Novak Djokovic por 7-6 (12-10), 7-5, 2-6, 3-6 e 6-2 para vencer a partida. Foi a final masculina mais longa da história do Aberto dos EUA, com duração de 4 horas e 54 minutos (igual à final do Aberto dos EUA de 1988, disputada por Ivan Lendl e Mats Wilander) e a segunda final masculina mais longa da era Open, atrás apenas da final do Australian Open de 2012. Ao vencer o US Open de 2012, Murray se tornou o primeiro homem britânico desde Fred Perry em 1936 a ganhar um título de Grand Slam e o primeiro britânico da era Open a fazê-lo. A partida é uma parte significativa da rivalidade entre os dois jogadores. Este jogo também marcou um marco para Murray, tendo sido sua 100ª partida em um torneio de Grand Slam.

## Jogo
Andy Murray venceu o primeiro set no que seria o tiebreak mais longo em partida do campeonato dos homens, levando 24 minutos para ganhar o tiebreak. O primeiro set durou 87 minutos (incluindo o tiebreak de 24 minutos), contou com quatro breaks de saque nos quatro primeiros jogos da partida e um rally de 54 tiros que Djokovic venceu no sexto game. Além disso, o primeiro set tie-break contou com mais de 30 ralis de tiro e Murray precisou de seis set points para finalmente finalizar o primeiro set.
O segundo set parecia seguir na direção de Murray quando ele abriu 4-0 e depois 5–2 antes de Djokovic ganhar os próximos três jogos para empatar o set em 5 iguais. Murray, em seguida, realizou seu saque e confirmou o 6-5. De seguida, quebrou o saque de Djokovic para vencer o set de 7–5 e ir a dois sets a zero na final.
O terceiro set foi o mais curto da final; Djokovic venceu o terceiro set por 6-2 depois de quebrar Murray duas vezes no set. Ele também levou o quarto set por 6-3 para nivelar a partida em dois sets iguais. Assim, ele estava em uma posição onde ele poderia se tornar o primeiro homem desde Gastón Gaudio, em 2004, a vencer um campeonato depois de perder os dois primeiros sets. Nessa ocasião, Gaudio ganhou o 2004 French Open final, sobre Guillermo Coria, depois de perder o primeiro set.
O set final também foi um caso curto, com Murray abrindo uma vantagem considerável e colocando-se em uma posição forte para servir para o campeonato em 5-2. Murray serviu para ganhar um triplo ponto no campeonato, e depois de Djokovic ter salvado o primeiro, ele saiu vitorioso no segundo depois que um retorno de Djokovic passou logo acima da linha de base. Murray conquistou seu primeiro título de Grand Slam depois de quatro derrotas na final, emulando seu técnico Ivan Lendl, que também conquistou seu primeiro título importante depois de quatro derrotas na final. Sua vitória também negou a Djokovic a chance de reivindicar o maior dia de pagamento na história do tênis, onde ele poderia ganhar US $ 2,4 milhões depois de ter conquistado a US Open Series de 2012 depois de vencer a Rogers Cup e terminar em segundo lugar com Roger Federer em Cincinnati .
| Categoria                     | Murray        | Djokovic      |
| ----------------------------- | ------------- | ------------- |
| % 1º saque                    | 65%           | 62%           |
| Aces                          | 5             | 7             |
| Duplas Faltas                 | 4             | 5             |
| Erros não forçados            | 56            | 65            |
| Winners                       | 31            | 40            |
| Conversões de ponto de quebra | 8 de 17 = 47% | 9 de 18 = 50% |
| Total de pontos ganhos        | 160           | 155           |

## Murray e Djokovic sobre o jogo
Andy Murray disse após a partida que uma quebra de toalete no final do quarto set ajudou a restaurar sua concentração:  
 "Eu olhei no espelho e disse para mim mesmo: 'Para um conjunto, apenas dê tudo o que você tem. Você não quer sair deste tribunal com nenhum arrependimento. Não fique muito triste consigo mesmo. Apenas tente e lute '. 
 Ele também afirmou que ele havia mostrado que ele pode ganhar grandes troféus. 
 "Eu provei que posso ganhar os grand slams. E eu provei que posso durar quatro horas e meia e sair por cima contra um dos caras mais fortes fisicamente que o tênis provavelmente já viu, especialmente nessa superfície. (Aprendi) para não duvidar fisicamente e mentalmente de agora em diante. Tenho certeza de que isso teria um impacto positivo no futuro ". 
 Novak Djokovic elogiou Murray após a partida, admitindo que ele era o melhor jogador do dia, e afirmando que ele sentiu que Murray merecia este campeonato:  
 "Ele mereceu ganhar este grand slam mais do que qualquer um, porque ao longo dos anos ele tem sido um jogador de topo, ele esteve tão perto, perdeu quatro finais. Agora ele ganhou, então eu gostaria de parabenizá-lo. Definitivamente feliz que ele ganhou. Nós quatro (Federer, Nadal, Djokovic e Murray), estamos levando este jogo para outro nível. É muito legal fazer parte dessa era tão forte de tênis masculino. " 
 A vitória de Murray no Aberto dos EUA foi recebida com uma reação positiva em todo o mundo. Somente no Reino Unido, cerca de 1,5 milhão de pessoas ficaram acordadas para assistir à partida, que começou às 9:00 da noite e terminou logo após as 2:00 da manhã, horário de verão britânico. Tim Henman, cujo melhor resultado de sempre em um grande torneio foi chegar às semifinais em seis ocasiões (uma vez no Aberto da França, quatro vezes em Wimbledon e uma vez no Aberto dos EUA), declarou: 
 "Eu definitivamente o vejo indo ganhar mais. Quantos ele pode ganhar, só o tempo dirá. As Olimpíadas e isso lhe dará muita confiança. Eu disse que o primeiro seria o mais difícil, mas acho que será o primeiro de muitos, eu realmente acredito. " 
 Muitos jogadores atuais e antigos, entraram no Twitter para parabenizar Murray, incluindo Rafael Nadal, Pat Cash, Laura Robson, Victoria Azarenka, Jo Durie e Colin Fleming, além de outros esportistas e celebridades como Gary Lineker, Sir Chris Hoy, Gordon Reid, Stephen Fry e Sir Alex Ferguson . O primeiro-ministro David Cameron e o primeiro-ministro escocês, Alex Salmond, estavam entre os políticos britânicos que elogiaram Murray rapidamente. O conselheiro conservador Dunblane, Callum Campbell declarou: 
 " A palavra orgulho não faz justiça. As pessoas de Dunblane têm apoiado Andy e seu irmão Jamie desde que eram jovens e Andy pagou sua lealdade dez vezes. Muitos jovens que moram em Dunblane olham para Andy. Ele é um herói local. "  